# Villa Sömmering

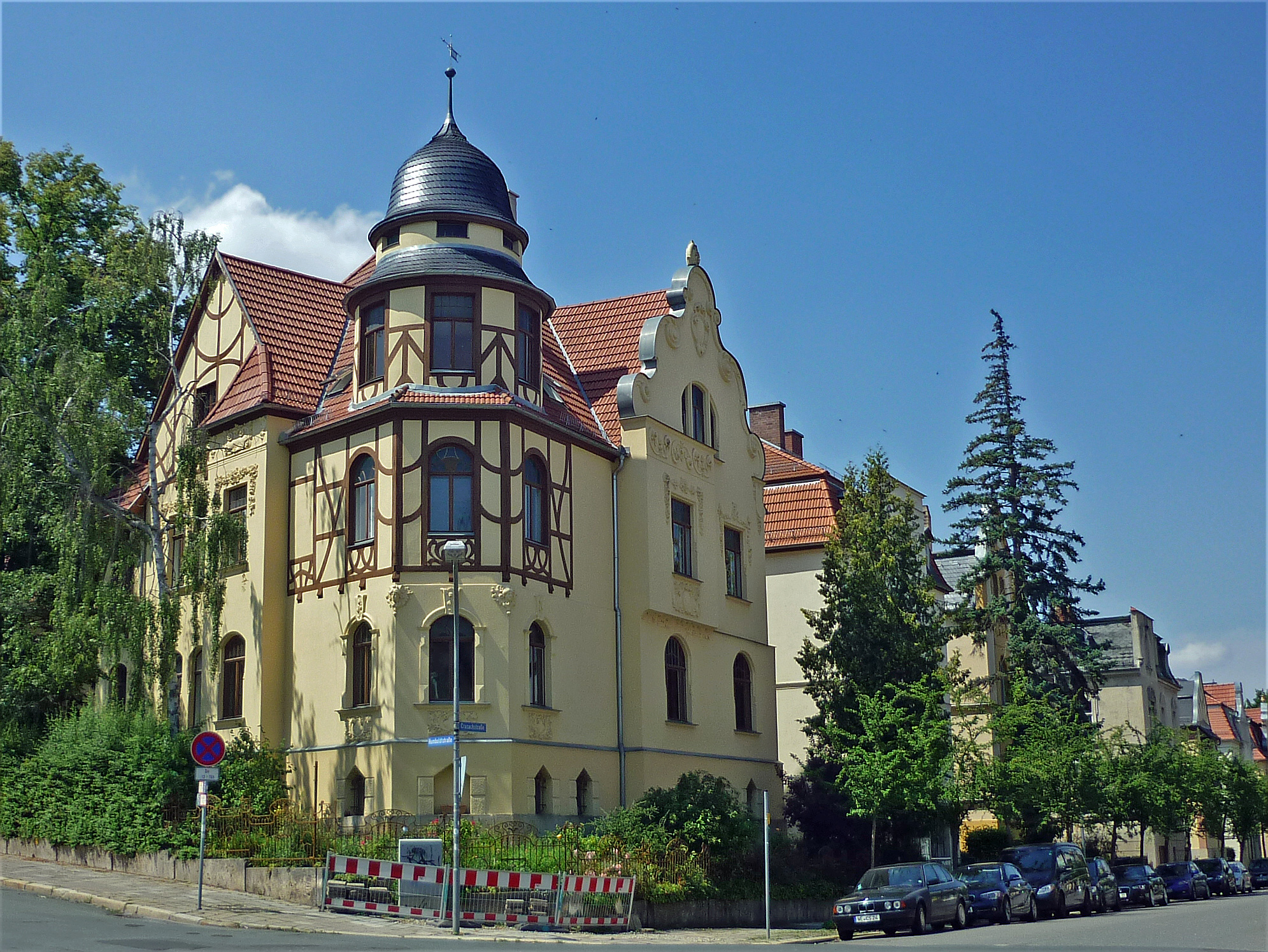
Cranachstraße 13

Die Villa Sömmering mit der heutigen Adresse Cranachstraße 13 ist eine Jugendstilvilla aus dem Jahr 1901 in Weimar, entstanden nach dem Entwurf von Rudolf Zapfe.

## Zum Bauherrn
Bauherr war der Weimarer Maurermeister Albert Sömmering. 1902 wohnte Sömmering noch in der Buttelstedter Straße 9. Im Weimarer Adreßbuch von 1902 wird das Gebäude als in der Cranachstraße „Neubau Sömmering“ bezeichnet. Die Hausnummern in den Adreßbüchern stimmen nicht mit den heutigen Hausnummern überein! Im Weimarer Adreßbuch von 1904 ist Sömmering mit der Anschrift Cranachstraße 1 II aufgeführt: also Cranachstraße 1, 2. Etage. Das Haus Wilhelm-Külz-Straße 3 von 1903 ist einer der älteste Bauten der Straße und zugleich von 1923 an das Wohnhaus von dem Bauhausmeister Wassily Kandinsky. Auch dieses wurde von Sömmering errichtet. Im Adreßbuch 1906 stehen zwei Neubauten von Sömmering in der Cranachstraße. Das sind darin die Hausnummern 3 und 5. Diese sind auch Zapfes Entwürfe. Es sind heute allerdings die Cranachstraße 11 und Cranachstraße 9. Sömmering ist auch über die Adreßbücher mehrfach als Hauseigentümer in Weimar findbar.

## Zum Gebäude
Das von Rudolf Zapfe entworfene Gebäude an der Ecke zur Humboldtstraße steht über Eck. Die Seite zur Cranachstraße ist reich mit Ornamentschmuck versehen und auch hinsichtlich des Dachgiebels an eine neobarocke Formensprache erinnert, während auf der der Humboldtstraße zugewandten Seite elegant geschwungene Holzteile in den oberen Geschossen insbesondere im Mittelteich, der wie ein Risalit hervortritt, mit dem Schiefer gedecktem Zwiebelturmdach die hauptsächliche Verzierung ausmachen. Der Grundriss ist unregelmäßig polygonal. Auch die benachbarten Gebäude Cranachstraße 15 hatte einmal und Cranachstraße 11 besitzt einen solchen Giebel. Diese dürften wohl auch Zapfe zuzuschreiben sein.
Das Haus Cranachstraße 13 steht auf der Liste der Kulturdenkmale in Weimar (Einzeldenkmale). Es wird als Wohnhaus genutzt.